# كأس إفريقيا للأندية البطلة 1967
كأس أفريقيا للأندية البطلة 1967 هي النسخة الـ 3 من دوري أبطال أفريقيا.
توج تي بي أنغليبيرت بالكأس لأول مرة في تاريخه على حساب أشانتي كوتوكو الغاني. رغم تعادل الفريقين في مجموع نتيجتي الذهاب والإياب إلا أن ميزة أكثر الأهداف المسجلة خارج القواعد منحت اللقب لفريق تي بي أنغليبيرت.

## الدور التمهيدي
| الفريق الأول     | إجم. | الفريق الثاني | مباراة الذهاب | مباراة الإياب |
| ---------------- | ---- | ------------- | ------------- | ------------- |
| إي سي فونكسيونير | -    | أوغيستينيوس   | -             | -             |
| سيكتور 6         | 5-4  | الإتحاد       | 3-1           | 2-3           |

## الدور الأول
| الفريق الأول     | إجم. | الفريق الثاني   | مباراة الذهاب | مباراة الإياب |
| ---------------- | ---- | --------------- | ------------- | ------------- |
| الإتحاد          | O/W  | ديامنت ياوندي   | -             | -             |
| تي بي أنغليبيرت  | 3-3  | إف سي أبييس     | 0-2           | 3-1           |
| نادي دجوليبا     | O/W  | إينفيسيبل إليفن | -             | -             |
| إي سي فونكسيونير | 3-1  | كوناكرى 2       | 2-0           | 1-1           |
| نادي سانت جورج   | O/W  | نادي بيتوماستيك |               |               |
| الهلال أم درمان  | 4-1  | نادي الأوليمبي  | 1-3           | 0-1           |
| ستاد أبيدجان     | 1-2  | موديل لومي      | 1-2           | 0-0           |

## ربع النهائي
| الفريق الأول   | إجم. | الفريق الثاني   | مباراة الذهاب | مباراة الإياب |
| -------------- | ---- | --------------- | ------------- | ------------- |
| الإتحاد        | W/O  | تي بي أنغليبيرت |               |               |
| نادي سانت جورج | O/W  | نادي الأوليمبي  | 2-3           |               |
| ستاد أبيدجان   | 8-3  | أشانتي كوتوكو   | 3-1           | 5-2           |
| نادي دجوليبا   | 1-2  | كوناكرى 2       | 1-2           | 0-0           |

## نصف النهائي
| الفريق الأول     | إجم. | الفريق الثاني  | مباراة الذهاب | مباراة الإياب |
| ---------------- | ---- | -------------- | ------------- | ------------- |
| تي بي أنغليبيرت] | 3-4  | نادي سانت جورج | 1-3           | 2-1           |
| أشانتي كوتوكو    | 2-3  | نادي دجوليبا   | 1-1           | 0-2           |

## النهائي
| الفريق الأول  | إجم. | الفريق الثاني   | مباراة الذهاب | مباراة الإياب |
| ------------- | ---- | --------------- | ------------- | ------------- |
| أشانتي كوتوكو | 3-3  | تي بي أنغليبيرت | 1-1           | 2-2           |

## وصلات خارجية
- RSSSF.org